# Étienne Vassy
Étienne Vassy (* 14. November 1905 in Hauterives; † 30. Oktober 1969 in La Croix-Valmer) war ein französischer Geophysiker, der die hohe Atmosphäre, die Ozonschicht sowie Meteore erforschte.  
Er erkannte als erster französischer Forscher die großen Möglichkeiten von Höhenforschungsraketen. In Zusammenarbeit mit den (meist deutschen) Technikern des Laboratoire de recherches balistiques et aéro-dynamiques (LRBA) in Vernon organisierte er in Hammaguir (Sahara), später in  Kourou (Französisch-Guayana) den Aufstieg einer Reihe von Veronique-Raketen. Der erste erfolgreiche Aufstieg am 19. Oktober 1954 trug ein von Karl Rawer entworfenes  Experiment, mit dem die Empfangs-Feldstärke irdischer Mittelwellen-Sender in Abhängigkeit von der Höhe gemessen wurde. Damit konnte die Untergrenze der Ionosphäre bestimmt werden. Bei den meisten der späteren Aufstiege des Ehepaares Vassy wurden Metalldämpfe (z. B. Natrium) ausgelassen. Die Bewegungen der so entstandenen leuchtenden Wolken wurden optisch nachverfolgt.
Vassys engste Mitarbeiterin war seine Ehefrau Arlette, geborene Tournaire (* 1913). Sie organisierte die Ozonbeobachtung in Frankreich während des Internationalen Geophysikalischen Jahres 1957/58 und das französische Höhenforschungs-Raketen-Programm von 1963 bis 1967.

## Werke
- Sur quelques problèmes de l’ozone. 1937
- L’exploration de la haute atmosphère à l’aide des engins autopropulsés. 1949
- Physique de l’atmosphère 1 .. 3. Gauthier-Villars, 1956–1966
- L’intérêt scientifique des satellites artificiels. 1958
- mit Arlette T. Vassy: La luminiscence nocturne. In: Siegfried Flügge: Handbuch der Physik. Band 49–5, 1976